# Tierra Grande
Tierra Grande és una concentració de població designada pel cens dels Estats Units a l'estat de Texas. Segons el cens del 2000 tenia 362 habitants.

## Demografia
Segons el cens del 2000, Tierra Grande tenia 362 habitants, 105 habitatges, i 80 famílies. La densitat de població era de 29,7 habitants per km².
Dels 105 habitatges en un 46,7% hi vivien nens de menys de 18 anys, en un 64,8% hi vivien parelles casades, en un 6,7% dones solteres, i en un 22,9% no eren unitats familiars. En el 17,1% dels habitatges hi vivien persones soles el 5,7% de les quals corresponia a persones de 65 anys o més que vivien soles. El nombre mitjà de persones vivint en cada habitatge era de 3,45 i el nombre mitjà de persones que vivien en cada família era de 3,96.
Per edats la població es repartia de la següent manera: un 33,4% tenia menys de 18 anys, un 11,9% entre 18 i 24, un 29,6% entre 25 i 44, un 17,7% de 45 a 60 i un 7,5% 65 anys o més.
L'edat mediana era de 29 anys. Per cada 100 dones de 18 o més anys hi havia 99,2 homes.
La renda mediana per habitatge era de 35.875 $ i la renda mediana per família de 36.750 $. Els homes tenien una renda mediana de 21.071 $ mentre que les dones 20.833 $. La renda per capita de la població era de 17.686 $. Aproximadament el 15,7% de les famílies i el 22,7% de la població estaven per davall del llindar de pobresa.

## Poblacions més properes
El següent diagrama mostra les poblacions més properes.